# Cephena costata
Cephena costata là một loài bướm đêm trong họ Noctuidae.